# Waleri Jurjewitsch Schanschin

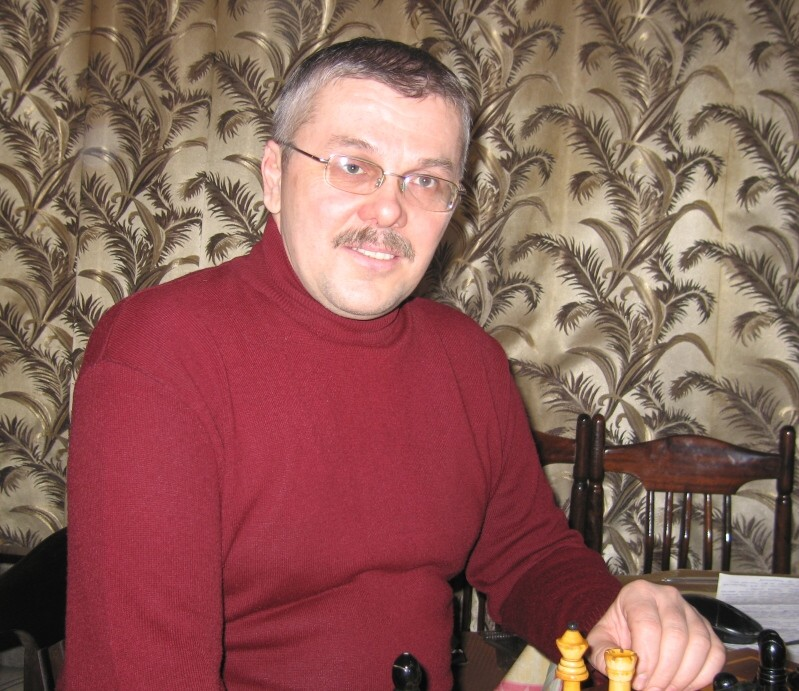
Waleri Schanschin (2010)

Waleri Jurjewitsch Schanschin (russisch Валерий Юрьевич Шаньшин; * 21. April 1961 in Osch, Kirgisische SSR) ist ein russischer  Schachkomponist. Er ist von Beruf Drucker und hat die höchste Leistungsstufe erreicht.
Seit 1978 publizierte Schanschin mehr als 520 Schachaufgaben und Studien, hauptsächlich Zweizüger, von denen ein Großteil ausgezeichnet wurde. Auf Kompositionsturnieren errang er mehr als zweihundert Preise, darunter mehr als siebzig erste Preise. Er ist zweifacher Mannschaftsweltmeister, im 4. WCCT 1989 bis 1992 in der sowjetischen und im 8. WCCT 2005–2008 in der russischen Nationalmannschaft.
Im Jahr 1998 wurde Schanschin zum Internationalen Schiedsrichter für Schachkomposition ernannt. 2007 wurde ihm der Titel Großmeister für Schachkomposition verliehen.
|   | a | b | c | d | e | f | g | h |   |
| 8 |   |   |   |   |   |   |   |   | 8 |
| 7 |   |   |   |   |   |   |   |   | 7 |
| 6 |   |   |   |   |   |   |   |   | 6 |
| 5 |   |   |   |   |   |   |   |   | 5 |
| 4 |   |   |   |   |   |   |   |   | 4 |
| 3 |   |   |   |   |   |   |   |   | 3 |
| 2 |   |   |   |   |   |   |   |   | 2 |
| 1 |   |   |   |   |   |   |   |   | 1 |
|   | a | b | c | d | e | f | g | h |   |

Lösung:

Gelingt es Schwarz, das Spiel zu vereinfachen, dann bleibt der geringfügige materielle Nachteil ohne Bedeutung.

1. Kf8–g8 Diese Königsgabel lässt kaum Spielraum. Th7–h6  Nach 2. Kg7 gäbe es nun die Ausrede Td6.

2. Sd1–f2 Th6–f6 Schwarz begegnet der Drohung 3. Kg7 mit Vereinfachung.

3. Kg8xh8 Kf5–g6 Dieser Abzugsangriff gewinnt die Figur zurück.

4. Sb8–d7 Tf6xf2

5. Ta8–g8+ Kg6–h6 Die f-Linie war für den König tabu, denn der Spieß Tf8+ gewinnt dann Turm und Partie.

6. Sd7–e5 Tf2–f6

7. Tg8–g6+ Tf6xg6

8. Se5–f7 matt

Allerdings ist die Korrektheit dieser Studie anzuzweifeln. Wie Siegfried Hornecker herausfand, scheint sich Schwarz nach
2. … h4! 3. Kg7 Te6 4. Kxh8 h3 5. Kg7 h2 noch in den Remishafen retten zu können.